# Heugnes
Heugnes là một xã ở tỉnh Indre khu vực trung bộ Pháp. Xã này có diện tích 42,17 km², dân số thời điểm năm 1999 là 436 người. Khu vực này có độ cao trung bình 190 mét trên mực nước biển.